# كريسا الدوبيا
قشرية كريسا الدوبيا Cressa dubia هو نوع من القشريات مزدوجات الأرجل من عائلة Cressidae .   تم العثور على الأنواع منها موزعة في شمال المحيط الأطلسي في مناطق مثل البحر التيراني، و بحر الشمال، والبحر الأيرلندي في بيئات قاعية على أعماق من 31 إلى 330 مترًا. تتراوح الأحجام من 3 إلى 6 ملم في الطول. 